# Guillaume Kosmicki
 (mai 2023).
Guillaume Kosmicki est un musicologue français né le 17 novembre 1974. Il est conférencier, spécialisé dans les musiques électroniques et les musiques savantes contemporaines,,,,.

## Biographie
Il a suivi un cursus de musicologie à l’université d'Aix-Marseille et y a obtenu un DEA. Depuis 1998, il donne des conférences dans différents contextes : festivals, CNFPT, BDP... Il habite en Bretagne depuis les années 2010. Guillaume Kosmicki est musicien : Il a ainsi été DJ sous le pseudonyme de Tournesol, ainsi que chanteur et guitariste au sein du collectif Öko System. Il est également violoniste classique au sein de l'orchestre de Vannes.